# Antinomism
Antinomism (av grekiska αντι ’emot’ och νομος ’lag’), opposition mot lagen, är inom teologi en riktning som förnekar det som inom en religion allmänt anses eller absolut betraktas som gudomliga lagar. Inom kristendomen hänvisar man ofta till Paulus. Ett exempel är den unga kristendomens tidiga avståndstagande från en rad gammaltestamentliga bud (till exempel kring kvinnor och deras månadsblödningar och förbudet att äta svinkött), även om termen antinomism inte fanns då. I den tidiga kyrkan företrädde Markion (död cirka 160) en form av antinomism, men termen sammankopplas vanligen med de teologiska diskussioner som förekom under protestantismens uppkomst. Begreppet antinomism kan tillämpas även inom andra religioner. Ett exempel är Bábs upphävande och omtolkningar av nästan hela Koranen i 1840-talets Iran.
Johannes Agricola angrep Melanchthon för att han hävdat att man måste undervisa om den gammaltestamentliga morallagen om man vill åstadkomma bot och ånger som förberedelse för evangeliet. Agricola menade att fruktan för straff får för stor roll i Melanchthons lära. Luther medverkade till en försoning mellan Agricola och Melanchthon, men när Agricola senare som lärare i Wittenberg hävdade att tio Guds bud över huvud taget inte bör predikas för kristna människor, tog Luther avstånd från honom. Enligt Luther är en kristen både rättfärdig och syndare och behöver som syndare lagförkunnelsen. Den diskussion som har sin utgångspunkt i motsättningen mellan Agricola och Melanchthon brukar i reformationshistorien kallas den första antinomistiska striden. I den andra antinomistiska striden var de olika parterna överens om att lagen behöver förkunnas för både omvända och oomvända för att åstadkomma ordning i samhället och driva människan till Kristus (lagens första och andra bruk). Däremot var man oense om huruvida den kristne i egenskap av ny människa behöver en särskild vägledning av lagen för sitt liv (lagens tredje bruk). De som förnekade lagens tredje bruk kallas i denna diskussion antinomister, och både de och deras motståndare åberopade sig på Luthers teologi.
Det finns under lutherdomens utveckling flera teologer som har liknande antinomistiska tendenser som Agricola, till exempel Zinzendorf, och frågan om lagens tredje bruk har blivit mycket diskuterad in i nutiden.
Ordet antinomism är ursprungligen enbart ett kristet begrepp, och uttrycker språkligt ett teoretiskt bekämpande av (judendomens) moral och har sitt upphov i Luthers strid mot Agricolas hyperevangeliska ensidighet. I gängse språkbruk (i alla fall under tidigt 1900-tal) betyder ordet ett praktiskt kränkande av traditionalistisk morallära (anomism). En sådan kristendomens djupa moralkrav motsatt, antinomistisk strömning har från apostolisk tid än smygande, än uppenbart, funnits i den kristna historien. Redan Paulus hävdande av den kristna friheten och kritik av bokstavstrogen lydnad under lagen var utsatt för missförstånd i antinomistisk riktning (Galaterbrevet 5) och de nytestamentliga författarna motsätter sig på flera textställen dessa rörelser, till exempel nikolaiterna (Uppenbarelseboken 2:14–15), som i den kristliga friheten sökte en köttets frihet. 
Gnostikernas dualism mellan ande och materia kulminerade i en antinomism, som gav flera av deras partier rykte om sig att vara fiender till varje dygd. Manikeiskt färgade riktningar förde antinomismen in i medeltiden och den vann en avsevärd utbredning bland dess spiritualistiska sekter. Även reformationstidens vederdöpare, den nyare tidens antonianer med flera, har representerat en antinomisk subjektivism.